# Lista de jogos para 32X

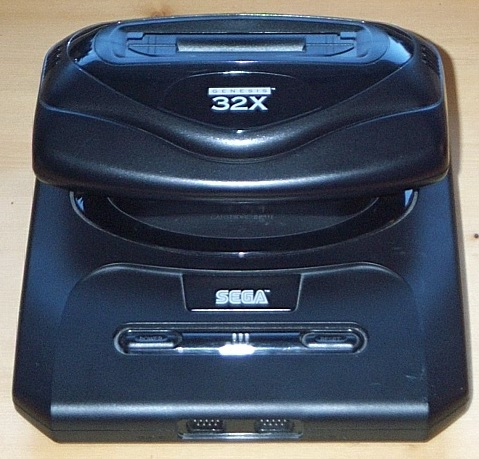
O Sega 32X, encaixado no Mega Drive pela entrada de cartucho.

Esta é a lista de jogos para Sega 32X, um dispositivo de extensão para o console Sega Mega Drive. Revelado na Consumer Electronics Show em junho de 1994, a Sega apresentou o Sega 32X como a "entrada do homem pobre nos jogos da 'próxima geração'". O 32X foi originalmente concebido como um console inteiramente novo pela Sega do Japão, mas o chefe de P&D da Sega da América, Joe Miller, convenceu a Sega do Japão a fortalecer o console e convertê-lo para um dispositivo de extensão ao já existente Sega Mega Drive, o atual console da Sega. Entretanto, eles não o fizeram como um competidor ao vindouro Sega Saturn. Apesar desta extensão conter dois chips de unidade central de processamento de 32-bit, e um processador de gráficos 3D, ele falhou em atrair tanto desenvolvedores e consumidores uma vez que o superior Saturn já havia sido anunciado para lançamento no ano seguinte. Originalmente lançado por US$159,00, Sega abaixou o preço para $99,00 em apenas alguns meses e por fim, limpou o estoque restante por $19,95. Somente 600.000 unidades do Sega 32X foram vendidas.
A seguinte lista contém todos os 40 jogos lançados para o Sega 32X, assim como os seis jogos para Sega CD 32X (marcados com um ¶) que requeriam tanto um 32X e o Sega Mega-CD. O Sega 32X foi vendido em diversas regiões ao redor do mundo, incluindo  Japão (JP), América do Norte (AN),  Europa (EU) e Brasil. Todas as datas de lançamento são japonesas, a não ser quando especificado. Para o jogo Sangokushi IV, o único jogo de Sega 32X lançado somente no Japão, foi atribuído o título Romance of the Three Kingdoms IV: Wall of Fire, uma vez que é o nome que consta quando o jogo foi lançado em outros consoles ou computadores pessoais.

## Jogos
| Título                                                 | Desenvolvedora        | Distribuidora           | Regiões lançadas | Data(s) de lançamento | Max. # de Jogadores [carece de fontes?] |
| ------------------------------------------------------ | --------------------- | ----------------------- | ---------------- | --------------------- | --------------------------------------- |
| After Burner Complete                                  | Rutubo Games          | Sega                    | JP AN EU         | 13/01/1995 JP         | 1                                       |
| BC Racers                                              | U.S. Gold             | Core Design             | AN               | 1995                  | 2                                       |
| Blackthorne                                            | Paradox Development   | Interplay               | AN Brasil        | 1995                  | 1                                       |
| Brutal Unleashed: Above the Claw                       | GameTek               | GameTek                 | AN               | 1995                  | 2                                       |
| Corpse Killer¶                                         | Digital Pictures      | Digital Pictures        | AN EU            | 1994                  | 1                                       |
| Cosmic Carnage                                         | Sega                  | Sega                    | JP AN EU Brasil  | 27/01/1995 JP         | 2                                       |
| Darxide                                                | Frontier Developments | Sega                    | EU               | 1995                  | 1                                       |
| Doom                                                   | id Software           | Sega                    | JP AN EU Brasil  | 03/12/1994 JP         | 1                                       |
| Fahrenheit¶                                            | Sega                  | Sega                    | AN Brasil        | 1995                  | 1                                       |
| FIFA Soccer '96                                        | Probe                 | EA Sports               | EU               | 1995                  | 4                                       |
| Golf Magazine: 36 Great Holes Starring Fred Couples    | Sega                  | Sega                    | JP AN EU Brasil  | 24/02/1995 JP         | 1                                       |
| Knuckles' Chaotix                                      | Sonic Team            | Sega                    | JP AN EU Brasil  | 21/04/1995 JP         | 2                                       |
| Kolibri                                                | Novotrade             | Sega                    | AN EU Brasil     | 1995                  | 2                                       |
| Metal Head                                             | Sega                  | Sega                    | JP AN EU Brasil  | 24/02/1995 JP         | 1                                       |
| Mortal Kombat II                                       | Midway Games          | Acclaim Entertainment   | JP AN EU Brasil  | 19/05/1995 JP         | 2                                       |
| Motocross Championship                                 | Artech Studios        | Sega                    | AN EU Brasil     | 1995                  | 2                                       |
| NBA Jam Tournament Edition                             | Acclaim Entertainment | Acclaim Entertainment   | JP AN EU         | 01/09/1995 JP         | 4                                       |
| NFL Quarterback Club                                   | Iguana Entertainment  | Acclaim Entertainment   | JP AN EU         | 14/07/1995 JP         | 5                                       |
| Night Trap¶                                            | Digital Pictures      | Digital Pictures        | AN EU            | 1994                  | 1                                       |
| Pitfall: The Mayan Adventure                           | Activision            | Activision              | AN               | 1995                  | 1                                       |
| Primal Rage                                            | Probe                 | Midway Games            | AN EU            | 1995                  | 2                                       |
| RBI Baseball '95                                       | Atari                 | Time Warner Interactive | AN               | 1995                  | 2                                       |
| Romance of the Three Kingdoms IV: Wall of Fire         | Koei                  | Koei                    | JP               | 28/07/1995 JP         | 8                                       |
| Shadow Squadron                                        | Sega                  | Sega                    | JP AN EU         | 26/05/1995 JP         | 2                                       |
| Slam City with Scotty Pippen¶                          | Digital Pictures      | Digital Pictures        | AN EU            | 1995                  | 1                                       |
| Space Harrier                                          | Sega-AM2              | Sega                    | JP AN EU         | 03/12/1994 JP         | 1                                       |
| Spider-Man: Web of Fire                                | Sega                  | Sega                    | AN               | 1996                  | 1                                       |
| Star Trek: Starfleet Academy Starship Bridge Simulator | Sega                  | Sega                    | AN Brasil        | 1995                  | 2                                       |
| Star Wars Arcade                                       | Sega                  | Sega                    | JP AN EU Brasil  | 03/12/1994 JP         | 2                                       |
| Supreme Warrior¶                                       | Digital Pictures      | Digital Pictures        | AN EU            | 1995                  | 1                                       |
| Surgical Strike ¶                                      | The Code Monkeys      | Tectoy                  | Brasil           | 1995                  | 1                                       |
| T-Mek                                                  | Sega                  | Sega                    | AN EU            | 1995                  | 2                                       |
| Tempo                                                  | Sega                  | Sega                    | AN Brasil        | 1995                  | 1                                       |
| Toughman Contest                                       | Electronic Arts       | Electronic Arts         | AN EU            | 1995                  | 8                                       |
| Virtua Fighter                                         | Sega-AM2              | Sega                    | JP AN EU Brasil  | 20/10/1995 JP         | 2                                       |
| Virtua Racing Deluxe                                   | Sega-AM2              | Sega                    | JP AN EU Brasil  | 16/12/1994 JP         | 2                                       |
| World Series Baseball starring Deion Sanders           | Blue Sky Software     | Sega                    | AN               | 1995                  | 2                                       |
| WWF RAW                                                | Acclaim Entertainment | Acclaim Entertainment   | JP AN EU         | 01/09/1995 JP         | 4                                       |
| WWF WrestleMania: The Arcade Game                      | Acclaim Entertainment | Acclaim Entertainment   | AN               | 1995                  | 2                                       |
| Zaxxon's Motherbase 2000                               | Sega                  | Sega                    | JP AN EU         | 14/07/1995 JP         | 2                                       |